# Jordan (Oregon)
Jordan az Amerikai Egyesült Államok északnyugati részén, Oregon állam Linn megyéjében elhelyezkedő önkormányzat nélküli település.
A településen keresztülfolyik a Thomas-patak; az ezen átívelő, 1937-ben épült fedett hidat 1985-ben elbontották és Staytonba szállították.
Egykor trappista kolostor működött itt.

## Fordítás
- Ez a szócikk részben vagy egészben  a   Jordan, Oregon című angol Wikipédia-szócikk ezen változatának fordításán alapul.  Az eredeti cikk szerkesztőit annak laptörténete sorolja fel. Ez a jelzés csupán a megfogalmazás eredetét és a szerzői jogokat jelzi, nem szolgál a cikkben szereplő információk forrásmegjelöléseként.